# Destrucción de La Serena
La destrucción de La Serena sucedió en la noche del 11 al 12 de enero de 1549 en La Serena, Coquimbo. Los Diaguitas del valle del Limarí destruyeron la ciudad que habían fundado los españoles unos años antes.

## Antecedentes
Después del combate en el Limarí, Valdivia mandó a Juan Bohón con 30 jinetes para fundar una ciudad a mitad de camino entre Santiago y el valle de Copiapó para defender el mismo camino.
Entonces, el 4 de septiembre de 1544, Bohón fundó Villanueva de La Serena.
Los Diaguitas, el pueblo originario local, conservaban un gran rencor en contra del militar español Diego de Almagro, luego de que este quemara en la hoguera el año 1535 al gobernador local Anien junto a otros treinta jefes locales en represalia por el asesinato de tres españoles exploradores (Juan de Sedizo, Antonio Gutiérrez y Diego Pérez del Río) los cuales antecedían la primera expedición española hacia Chile.

## La destrucción
En 1548, Bohón tuvo que viajar a Copiapó para defender la zona de los indígenas. En el mes de noviembre del mismo año, los Diaguitas atacaron sorpresivamente el campamento de Bohón, muriendo todos los españoles.
Después de este suceso, los indígenas se dirigieron a La Serena, la cual destruyeron, en enero de 1549. En esta acción, murieron 14 de los 16 defensores españoles y cientos de indios auxiliares peruanos.
El Cronista Mariño de Lobera nos entrega una descripción de los hechos:

Habiendo pasado la noche en que hicieron este estrago y llegando el día que lo descubrió claramente, juntaron los bárbaros algunos españoles que habían tomado vivos y los niños pequeñitos con sus madres y las demás mujeres y a todos los despedazaron rabiosamente con grandísima crueldad, como si fueran tigres o leones. A las criaturas las mataban dando con ellas en la pared; a las madres, con otros tormentos más intensos, y a los hombres, empalándolos vivos, y era tan desaforada su saña, que porque no quedase rastro de los cristianos mataban con extraordinario modo a los perros, gatos, gallinas y semejantes animales que habían metido los cristianos en el reino; finalmente, hasta las camas en que dormían las quemaron todas haciendo pedazos la yacija, y luego pusieron fuego por todas partes a la ciudad, y no pararon hasta que no quedó rastro della. Después de haber puesto fin al incendio y ruina, se dividieron los indios yéndose cada cacique a su tierra, con mucho contento en haber hecho aquel daño y venganza contra los españoles...

## Fuente
- LA GUERRA DE ARAUCO - Acciones en diversos lugares (enlace roto disponible en Internet Archive; véase el historial, la primera versión y la última).

- Datos: Q5804525